# David Pastor (Musiker)
David Pastor (* 29. April 1974 in Sedaví) ist ein spanischer Jazzmusiker (Trompete, Komposition, Arrangement).

## Leben und Wirken
Pastor begann 1983 in der Agrupación Musical Santa Cecilia mit dem Trompetenspiel; er erhielt Unterricht durch Manuel López. 1988 begann er sich mit Jazz zu beschäftigen, besuchte die Taller de Jazz in Sedaví und spielte mit der Valencia Jazz Band unter der Leitung von Ramón Cardo. Er schloss sein Studium bei Jaume Espigolé am Städtischen Konservatorium für Musik in Barcelona (Spanien) ab und wurde von Bobby Shew, Claudio Roditi, George Vosburgh oder Michael Philip Mossman ausgebildet.
Pastor hatte Auftritte bei den internationalen Jazzfestivals von Montreal, Jazz Montreux, Cully, dem Mercado Cultural de Salvador de Bahia (Brasilien) sowie den spanischen Festivals von San Sebastián und Barcelona und in der New Yorker Carnegie Hall. Es kam zur Zusammenarbeit mit Sängern und Pop-Gruppen wie Celia Cruz, Michael Bublé, Armando Manzanero, Presuntos Implicados, Sole Giménez, Lucrecia, Martirio, Miguel Poveda, Santiago Auserón, Seguridad Social, Lolita, Jaime Urrutia und der Fundación Tony Manero. Im Bereich des Jazz trat er mit Clark Terry, Chris Cheek, Mike Mossman, Steve Marcus, Richie Cole, Jack Walrath, Paquito D’Rivera, Frank Wess, Slide Hampton, Pat Metheny, Bob Mintzer, Danilo Pérez, Jerry Gonzalez, Giovanni Hidalgo, Donald Harrison, Joan Albert Amargós, Perico Sambeat, Ximo Tebar, Jorge Pardo, Mario Rossy, Eladio Reinón, Eva Fernández, Joan Soler und Jordi Vilá auf.
Pastor veröffentlichte sein Debütalbum 2002. 2014 legte er ein Album mit den Nu Roots vor; es folgten weitere Alben unter eigenem Namen. Weiterhin kam es Kollaborationen in der klassischen Musik, etwa mit dem Nationalen Kammerorchester der Republik Moldau und der Gran Canarias Philharmonie. 2021 war er als Solist an einer sinfonischen Übertragung von Kompositionen von Chick Corea auf dem FIJazzfestival Alicante beteiligt (Ritmo).

## Diskographische Hinweise
- Introducing David Pastor (Omix Records, 2002)
- Stringwoks (Omix Records, 2006)
- David Pastor, Nu-Roots Motion (Dot Time, 2017)